# San José Chinantequilla
San José Chinantequilla là một đô thị thuộc bang Oaxaca, México. Năm 2010, dân số của đô thị này là 507 người.